# Íñigo Alfonso
Íñigo Alfonso (Pamplona, 1979) és un periodista espanyol. Presentador d'RNE des de 2018.
Va estudiar al Col·legi Claret Larraona de Pamplona. Va estudiar periodisme a Cuenca, a la Universitat de Castella-la Manxa. Va obtenir el 
Premi Teobaldo al Periodista Navarrès (2021).